# قطعنامه ۹۷۴ شورای امنیت
قطعنامه ۹۷۴ شورای امنیت سازمان ملل متحد که در تاریخ ۳۰ ژانویه ۱۹۹۵ تصویب شد، سندی بین‌المللی دربارهٔ اسرائیل-لبنان است. این قطعنامه طی نشست ۳۴۹۵ام با ۱۵ رای موافق، ۰ مخالف و ۰ ممتنع تصویب شد.